# Сармізеджетуса
Сармізеджетуса (рум. Sarmizegetusa) — село у повіті Хунедоара в Румунії. Адміністративний центр комуни Сармізеджетуса.
Село розташоване на відстані 286 км на північний захід від Бухареста, 41 км на південь від Деви, 123 км на схід від Тімішоари.

## Населення
За даними перепису населення 2002 року у селі проживали 672 особи, з них 666 осіб (99,1%) румунів. Рідною мовою 668 осіб (99,4%) назвали румунську.